# Премия Айвора Новелло
Премия Айвора Новелло (англ. Ivor Novello Awards, известная также как The Ivors) — музыкальная награда, учреждённая в 1955 году Британской академией композиторов и авторов и названная в честь одного из популярнейших британских шоуменов, авторов и композиторов первой половины XX века Айвора Новелло.
Ivors представляет собой бронзовую статуэтку Эвтерпы, музы лирической поэзии и музыки. Вручение награды, призванной отмечать наивысшие достижения британских композиторов, аранжировщиков и авторов-песенников, происходит по традиции в мае каждого года. Спонсором мероприятия является Performing Right Society. Начиная с 1955 года в разных категориях было вручено более тысячи статуэток INA.

## Лауреаты
| - Алан Хокшоу - 10cc - Кристина Агилера - Деймон Албарн - Бенни Андерссон - Иэн Андерсон - Майкл Эндрюс - Йан Арчер - Дик Арлон - Саймон Армитидж - Ролло Армстронг - Малкольм Арнольд - Athlete - Jazzie B - Babydaddy - Ник Бейнз - Гэри Барлоу - Лайонел Барт - Майк Батт - Харрисон Бёртуистл - Стэнли Блэк - Джеймс Блант - Боно - Дэвид Боуи - Brotherhood of Man - Эррол Браун - Джеффри Бергон - Кейт Буш - Гай Чеймберз - Том Чаплин - Cherry Ghost - Clannad - Адам Клейтон - Эрик Клэптон - Фил Коллинз - Нейтан Коннолли - Лол Крим - Фил Каннингем - Джон Дэнкуорт - The Darkness - Deep Purple - Рэй Дэвис - Линси де Пол - Джон Дикон - Йан Денч - Кэти Деннис - DJ Dextrous - Дайдо - Крис Диффорд - Селин Дион - Ховард Дональд - Джонатан Дов - Патрик Дойл - Duran Duran - Эдж - Йёрген Элофссон - Eurythmics - Fatboy Slim - The Feeling - Джордж Фентон - Пол Филд - Майкл Фландерз - Гай Флетчер - Franz Ferdinand - Питер Гэбриэл - Габриэль - Гэмбл и Хафф - Боб Гелдоф - Аманда Гост - Барри Гибб - Морис Гибб - Робин Гибб - Джиллиан Гилберт - Дэвид Гилмор - Гари Глиттер - Джем Годфри - Кевин Годли - Goldfrapp - Элисон Голдфрапп - Рон Гудвин - Мартин Гор - Грэм Гоулдман - Колин Гринвуд - Джонни Гринвуд - Уилл Грегори - Боб Харди - Джастин Хейуард - Уэйн Хектор - Джо Хендерсон - Тор Эрик Хермансен - Найджел Хесс - Джейми Хьюлетт - Энди Хилл - Тони Хиллер - Ник Ходжсон - Роджер Ходжсон (Supertramp) - Холланд — Дозье — Холланд - The Hollies - Питер Хук - Питер Хоуп - Кэтрин Хоу - Ричард Хьюз - Нил Иннес - Iron Maiden - Мик Джаггер - Джамелия | - Алекс Джеймс - Jamiroquai - Элтон Джон - Дэн Джонс - Куинси Джонс - Гэри Джулз - Kaiser Chiefs - Майкл Кэймен - Алекс Капранос - Keane - Ронан Китинг - Денис Кинг - Бейонсе - Аврил Лавин - Саймон Ле Бон - Майк Лиандер - Led Zeppelin - Мартин Ли - Джон Леннон - Энни Леннокс - Леона Льюис - Шазней Льюис - Гэри Лайтбоди - Крис Лоу - Джефф Линн - Стив Мак - Madness - Мадонна - Manic Street Preachers - Дарио Марианелли - Стив Марриотт - Барри Мейсон - Скотт Мэтьюз - Брайан Мэй - Николас Маккарти - Пол Маккартни - Марк Макклелланд - Роджер Тейлор - Джо Мик - Фредди Меркьюри - Джордж Майкл - Мика - Кайли Миноуг - Стивен Моррис - Тони Мортимер - Ларри Маллен - Фрэнк Маскер - New Order - Рик Ноуэлс - Майкл Найман - Oasis - Эд О’Брайен - Olive - Джейсон Орандж - Роланд Орзабал - Марк Оуэн - Билл Падли - Джимми Перри - Марко Пиррони - Джон Пауэлл - Стюарт Прайс - Queen - Джонни Куинн - Radiohead - Lou Reed - Салаам Реми - Ник Роудс - Тим Райс-Оксли - Кейт Ричардс - Саймон Рикс - Пэдди Робертс - Джон Раттер - J.A.D.E.Necklace - Джереми Сэмс - Питер Сарстедт - Scissor Sisters - Майк Скотт - Фил Селуэй - Джейк Ширз - Питер Шелли - Ли Шериден - The Small Faces - Аллан Сметерст - Роберт Смит - Snow Patrol - Spice Girls - Джефф Стивенс - Кэт Стивенс - Дэвид Аллан Стюарт - Эрик Стюарт - Стинг - Майк Сток - The Streets - Бернард Самнер - Supergrass - Take That - Джон Тавенер - Энди Тейлор - Джон Тейлор - Роджер Тейлор - Нил Теннант - Ричард Томпсон - Эми Уайнхаус, - Бьорн Ульвеус - Адель |  |